# Distrito Escolar Independiente de Bastrop

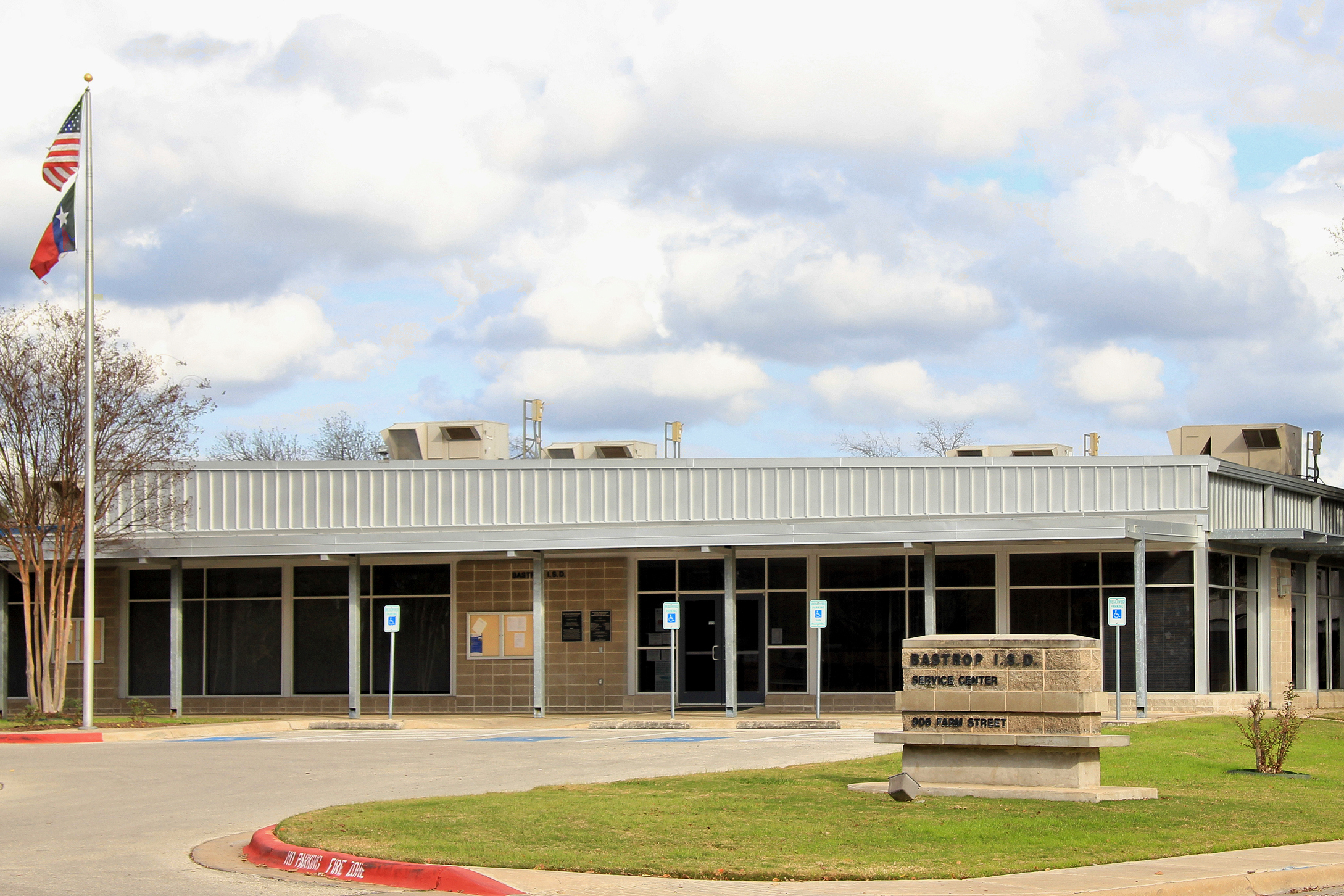
Sede de Bastrop ISD

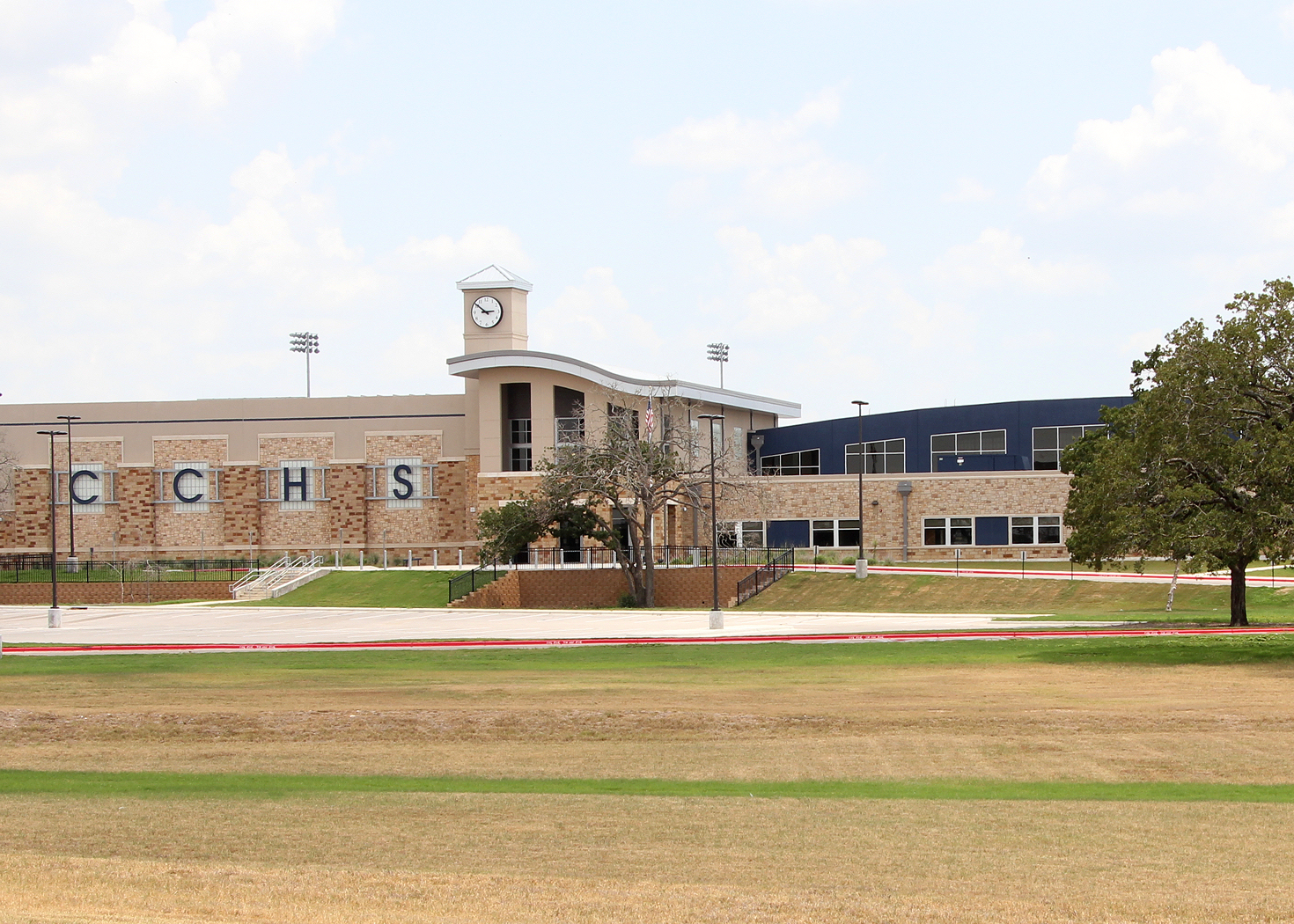
Cedar Creek High School

El Distrito Escolar Independiente de Bastrop (Bastrop Independent School District, BISD) es un distrito escolar del Condado de Bastrop, Texas. Tiene su sede en Bastrop.
El distrito sirve a la Ciudad de Bastrop, Camp Swift, Cedar Creek, Circle D-KC Estates, Paige, Red Rock, Rockne, Wyldwood, y otras áreas rurales en el Condado de Bastrop.

## Escuelas
Preparatorias (grados 9-12):
- Bastrop High School
- Cedar Creek High School

Secundarias (grados 7-8):
- Bastrop Middle School
- Cedar Creek Middle School

Intermedias (grados 5-6):
- Bastrop Intermediate School
- Cedar Creek Intermediate School

Primarias (EE-4):
- Bluebonnet Elementary
- Cedar Creek Elementary
- Emile Elementary
- Lost Pines Elementary
- Mina Elementary
- Red Rock Elementary